# G.NA
Gina Jane Choi (tiếng Hàn: 최지나; Latinh: Choi Gi-na; sinh ngày 13 tháng 9 năm 1987), còn được biết đến với nghệ danh G.NA, là một ca sĩ Hàn Quốc lai Canada đang đầu quân cho hãng Cube Entertainment. Cô bắt đầu ra mắt và được công chúng biết đến qua các sự hiện EP, Draw G's First Breath vào ngày 16 tháng 7 năm 2010. Cô chính thức giải nghệ vào năm 2016 là kết quả cuối cùng sau vụ việc xùm lùm bê bối bán dâm xảy ra trong cùng năm đó.

## Khởi nghiệp
Cô là 1 thực tập sinh của công ty giải trí Cube Intertainment từ khá lâu cùng thời điểm 2010 với Beast và 4minute. Vào thời gian đầu cô không gây được nhiều sự chú ý nên được sắp xếp vị trí back dancer cho HyunA trong ca khúc Change. Sau này cô dần được chú ý và được debut sau vài tháng.

## Một số ca khúc đình đám
G.NA từng có nhiều hit trong sự nghiệp. Cô có kết hợp với HyunA trong vài ca khúc nhưng không thành công cho lắm. Bài hát "Black and white" của cô như 1 bước ngoặt khi mà nó đứng No.1 2 tuần liên tiếp trên bảng xếp hạng Gaon và đạt được nhiều vị trí cao trong các bảng xếp hạng khác. MV "Black and white" có nội dung khá thú vị về 1 cô nàng dễ thương luôn ghen tị và không muốn bạn trai mình để mắt tới bất cứ ai ngoài mình. Cuối cùng, cô nàng tức điên lên định đuổi anh chàng ra khỏi nhà nhưng chỉ cần một cái ôm ấm áp là cô nàng đã mủi lòng, sung sướng quên hết mọi việc.
Một trong những ca khúc làm nên tên tuổi của G.NA là 2Hot. 2Hot là ca khúc được Kim Do Hoon và Lee Hyun Seung đồng sáng tác cùng với phần lời của Choi Gap Won. Đây là một bài hát nhạc dance kết hợp cùng những âm thanh điện tử giúp G.NA phô diễn được chất giọng mạnh mẽ cũng như hình ảnh trưởng thành và nữ tính của mình. Tuy nhiên, cộng động mạng thì xôn xao lên cho là G.NA đang cố tình gây sốc bằng cách hôn một bạn nhảy nữ ngay trên sân khấu. Không ít cư dân mạng đã tỏ ý nghi ngờ về việc G.NA đang muốn tạo sự chú ý khi 2Hot đang dần đi đến chặng cuối của việc quảng bá tuy nhiên sau đó các fan của G.NA đã đưa các video bằng chứng cho việc G.NA không hôn bạn nhảy nữ của mình tất cả chỉ là do góc máy quay của chương trình.
Cô cũng đã cho ra mắt MV Top Girl, ca khúc chủ đề của album. Hóa thân thành cô gái thượng lưu sành điệu và gợi cảm, G.NA khoe vóc dáng sexy trong những bước nhảy sôi động. Cùng với album, cô ca sĩ trẻ tài năng cũng cho đăng những hình mới nóng bỏng. Tuy nhiên Banana, bài hát được lựa chọn để tái xuất của nữ ca sĩ G.NA đã bị đài MBC từ chối phát sóng vì lý do nội dung không phù hợp. Đài MBC khẳng định, ngay cả tên gọi ca khúc cũng có vấn đề. Theo họ, các câu từ của Banana chứa đựng nhiều hàm ý, ví dụ như đoạn "nhiệt độ cơ thể tăng lên", hay "gương mặt nhỏ xinh và eo thon, khi dời xuống hông", "Xin đừng giấu đôi chân triệu đô của em", "Bóc vỏ chuối và chẳng màng đến những chú khỉ nói gì"....

## Đời tư
G.NA nổi tiếng với thể hình nóng bỏng, phong cách biểu diễn gợi cảm và táo bạo. Tuy nhiên, khi mới gia nhập làng giải trí, giống như nhiều ca sĩ khác, cô cũng khá mũm mĩm, gương mặt lộ rõ nét ngây thơ. So với vẻ sành điệu và sexy hiện tại, G.NA của lúc còn nhỏ có khuôn mặt tròn, vóc dáng đầy đặn và làn da ngăm, trông cô không thực sự nổi bật. Cư dân mạng nhận xét rằng G.NA đẹp lên rất nhiều nhờ trang điểm và chọn lựa trang phục hợp lý.
Cô cũng cho biết mối tình đầu của cô tan vỡ chỉ vì cô quá gợi cảm, mối tình đầu của cô kéo dài 5 năm khi còn là học sinh cấp ba, cô được mọi người biết đến với vai trò đội trưởng đội cổ vũ. Đó cũng là thời gian mà cô quen và yêu. Nhưng sau này, người yêu của cô luôn khó chịu với những gì cô mặc, đặc biệt là những đồng phục cổ vũ, đồng thời can thiệp quá đáng vào lựa chọn thời trang của cô.